# Patris corde
Patris corde (česky Srdcem otce) je apoštolský list papeže Františka, datovaný a zveřejněný 8. prosince 2020 u příležitosti 150. výročí prohlášení svatého Josefa za patrona všeobecné církve.

## Obsah
V apoštolském listě papež mimo jiné odkazuje na knihu polského spisovatele Jana Dobraczyńského Stín Otce. Na konci dokumentu je zvláštní modlitba ke svatému Josefovi. V poznámkách pod čarou František také prozrazuje modlitbu, kterou se denně modlí již 40 let a která pochází z francouzské zbožné brožury z 19. století.
Po úvodních slovech papež představuje otcovství svatého Josefa různými způsoby, z nichž každý má důsledky pro život křesťana.
1. Milovaný otec. Vzhledem k roli, kterou Josef sehrál v dějinách spásy, byl vždy milován křesťanským lidem. Papež poukazuje na některá znamení této lásky: jeho vzývání každé úterý a zvláště v březnu, oddanost a důvěra svaté Terezie od Ježíše v jeho přímluvu a prosba o pomoc prostřednictvím slov z knihy Genesis: Ite ad Ioseph,[2] když lid žádal faraona o chléb.
2. Otec něhy. Něha, s níž Josef pečoval o Ježíše, dává papeži příležitost poukázat na něhu, s níž Bůh ve svém milosrdenství pohlíží na naše slabosti, zejména ve svátosti smíření. List zdůrazňuje, že „Josef nás učí, že mít víru v Boha zahrnuje víru, že může jednat i skrze naše obavy, naše křehkosti a slabosti“.
3. Otec poslušnosti. Josef díky postupným snům ví, co od něj Bůh v každém okamžiku očekává, jeho reakce je pohotová a rozhodná, navzdory obtížím, které s sebou poslušnost může nést; tak se později „ve skrytém životě v Nazaretě pod Josefovým vedením Ježíš naučil plnit Otcovu vůli“. Papež František připomíná slovy Jana Pavla II. že Josef spolupracuje v plnosti času na velkém tajemství vykoupení a je skutečným služebníkem spásy.[3]
4. Otec přijetí. Josef přijal Marii, aniž by kladl předběžné podmínky; přijal události, aniž by požadoval vysvětlení. „Josef odkládá své uvažování, aby ustoupil tomu, co se děje, a jakkoli se mu to může zdát záhadné, vítá to, přebírá odpovědnost a smiřuje se s vlastními dějinami:“ příklad realismu, který neznamená pasivitu, ale statečnost.
5. Otec tvůrčí odvahy. Další postoj, který Josef v dopise komentuje, souvisí s předchozím: přijetí vlastní historie. „Je třeba přidat další důležitou vlastnost: tvůrčí odvahu“; právě skrze Josefa, skrze jeho tvůrčí odvahu, Bůh jednal tváří v tvář Herodovu zločinu; nepotřebuje vykonat zázrak, protože Josef „byl tím pravým zázrakem, kterým zachránil Dítě a jeho matku“.
6. Pracující otec. Od encykliky Rerum novarum Lva XIII. je zdůrazňován vztah k práci, který charakterizuje Josefa Nazaretského: „Ježíš se od něj naučil hodnotě, důstojnosti a radosti z toho, že jí chléb, který je plodem jeho vlastní práce.“ Práce je zdůrazněna jako ctnost vlastní Božímu plánu spásy, z níž vyplývá oddanost a služba společnosti, práce je obživou každého dne a Josef (jako tesař) je jasným příkladem toho, že práce dává důstojnost.
7. Otec ve stínu. Papež vychází z knihy Jana Dobraczynského Stín Otce,[4] v níž je život svatého Josefa představen jako stín nebeského Otce na zemi, který se stará o Ježíše od jeho narození. Svatý Josef je představen jako vzor veškerého otcovství, což je úkol, který přísluší každému, neboť „kdykoli někdo přebírá odpovědnost za život druhého, v jistém smyslu vykonává otcovství“ a „Josefovo štěstí nespočívá v logice sebeobětování, ale v darování sebe sama. Nikdy u něj není vnímána frustrace, ale důvěra. Jeho vytrvalé mlčení neuvažuje o stížnostech, ale o konkrétních gestech důvěry“.

V návaznosti na tyto úvahy František poznamenává, že
Cílem tohoto apoštolského listu je růst v lásce k tomuto velkému světci, aby nás vedl k prosbě o jeho přímluvu a napodobování jeho ctností i předsevzetí. Specifickým posláním svatých totiž není pouze udělovat zázraky a milosti, ale také se za nás přimlouvat u Boha, jako to dělali Abraham a Mojžíš, jako to dělá Ježíš, „jediný prostředník“ 1Tim 2, 5 (Kral, ČEP), který je naším „zastáncem“ u Boha Otce – 1J 2, 1 (Kral, ČEP), „neboť on žije navěky, aby se za nás přimlouval“ – Žid 7, 25 (Kral, ČEP); srov. Řím 8, 34 (Kral, ČEP).
Papež svůj apoštolský list uzavírá následující modlitbou:
Buď zdráv, strážce Vykupitele

a choti Panny Marie.

Tobě Bůh svěřil svého Syna,

v tebe Maria vložila svou důvěru,

u tebe byl Kristus ukován jako člověk.

Ó požehnaný Josefe

ukaž se i nám jako otec

a veď nás po cestě života.

Dej nám milost, milosrdenství a odvahu,

a chraň nás před vším zlým. Amen.

## Rok svatého Josefa
Hlavní článek: Rok svatého Josefa
Zveřejnění apoštolského listu doprovází dekret o udělení mimořádných plnomocných odpustků v katolické církvi pro Rok svatého Josefa, který papež vyhlásil u příležitosti 150. výročí prohlášení svatého Josefa za patrona všeobecné církve, a to v období od 8. prosince 2020 do 8. prosince 2021. Apoštolská penitenciárie udělila tento odpustek za obvyklých podmínek „věřícím, kteří se v duchu odpoutají od všech hříchů a zúčastní se Roku svatého Josefa za okolností a způsoby, které určí tato Apoštolská penitenciárie“.
V této souvislosti je třeba splnit ještě jeden úkon, tj.:
- rozjímání nad modlitbou Otče náš po dobu alespoň 30 minut,
- účastnit se „rekolekcí nebo celodenního rozjímání o osobě Mariina Ženicha“,[8]
- vykonání skutku milosrdenství pro duši nebo tělo,
- modlitba růžence v rodině nebo mezi snoubenci,
- svěřit „svou činnost denně do péče svatého Josefa“ nebo vzývat „řemeslníka z Nazareta v přímluvných modlitbách za ty, kdo hledají práci, aby našli zaměstnání a aby práce všech byla důstojnější“,[9]
- odříkávání „litanií ke svatému Josefovi (v latinské tradici) nebo akathistu ke svatému Josefovi, a to v celém rozsahu nebo alespoň v příslušné části (v byzantské tradici), nebo jakékoli jiné modlitby ke svatému Josefovi, která je v různých liturgických tradicích přidělena jako vlastní, na úmysly církve pronásledované zevnitř i zvenčí a za úlevu všem křesťanům, kteří trpí pronásledováním jakéhokoli druhu“,[9]
- odříkávání „jakékoli oficiálně schválené modlitby nebo úkonu zbožnosti ke cti svatého Josefa, např. ,Tobě, svatý Josefeʻ, zejména 19. března a 1. května, na svátek Svaté rodiny Ježíše, Marie a Josefa, na neděli svatého Josefa (v byzantské tradici), 19. dne v měsíci a každou středu, která je v latinské tradici dnem zasvěceným památce tohoto světce“.[9]

Kromě toho byl vzhledem k epidemické situaci dar plnomocných odpustků rozšířen „zvláštním způsobem na staré, nemocné, umírající a všechny ty, kteří z ospravedlnitelných důvodů nemohou opustit své domovy a kteří se v duchu odpoutávají od všech hříchů a s úmyslem naplnit obvyklé podmínky, kdykoli je to možné, odříkají doma nebo kdekoli, kde je zdržuje překážka, úkon zbožnosti ke cti svatého Josefa, utěšitele nemocných a patrona dobré smrti, a s důvěrou obětují Bohu bolesti a nepříjemnosti svého života“.